# Institut für Informationsgewinnung durch Luft- und Raumfahrt

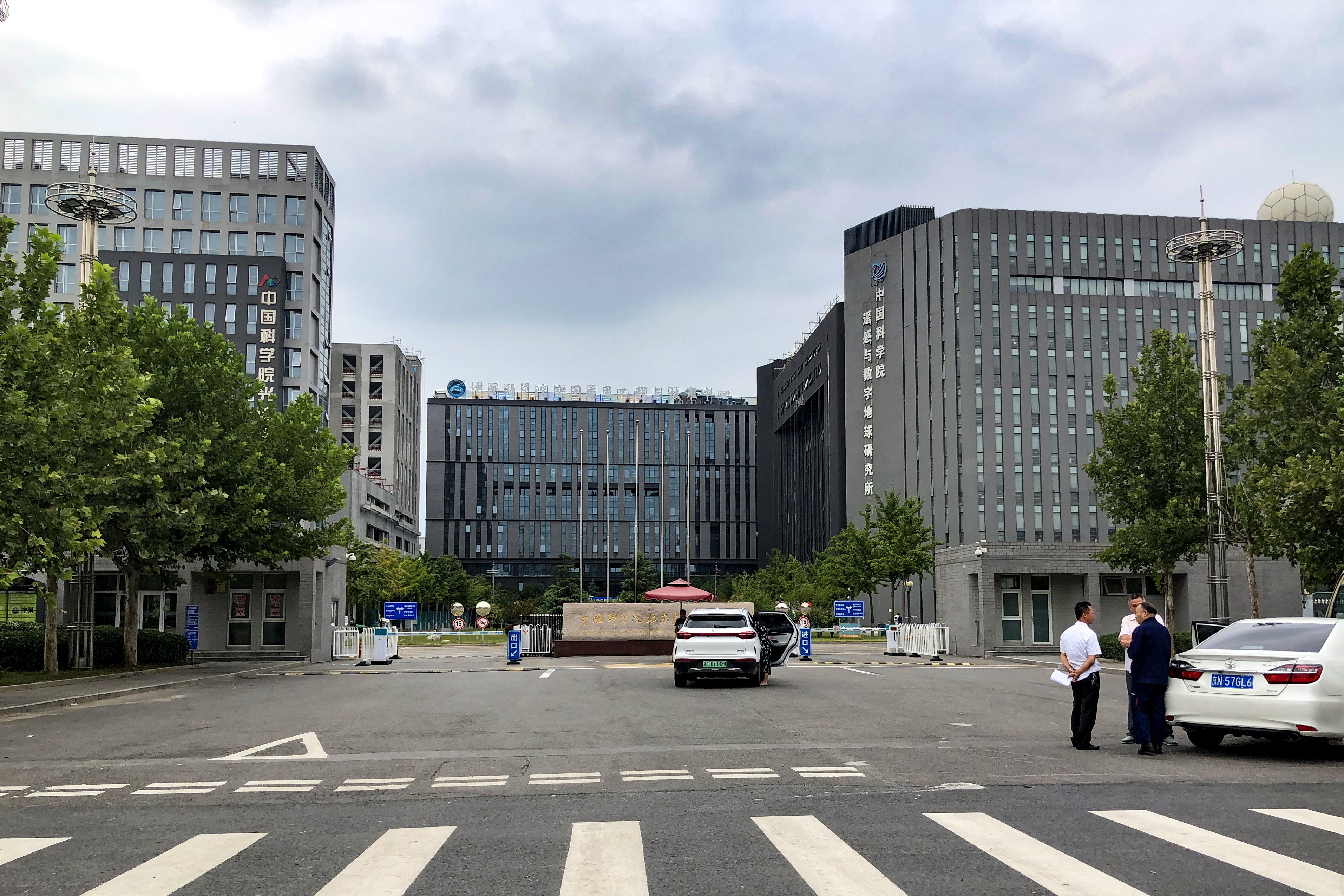
Hauptsitz des Instituts. Links die Akademie für Optoelektronik, rechts das Institut für Fernerkundung und digitale Geowissenschaften.

Das Institut für Informationsgewinnung durch Luft- und Raumfahrt (chinesisch 中国科学院空天信息创新研究院, Pinyin Zhōngguó Kēxuéyuàn Kōngtiān Xìnxī Chuàngxīn Yánjiūsuǒ), eine Einrichtung der Chinesischen Akademie der Wissenschaften, entstand am 29. Juli 2017 durch Zusammenlegung des Instituts für Elektronik, des Instituts für Fernerkundung und digitale Geowissenschaften und der Akademie für Optoelektronik. Das im Ausland als Aerospace Information Research Institute bzw. „AIR“ bekannte Institut betreut zahlreiche Erdbeobachtungssatelliten und liefert an die politischen Entscheidungsträger Informationen für Stadtplanung, Katastrophenschutz und viele andere Zwecke. Direktor des Instituts mit Hauptsitz im Pekinger Stadtbezirk Haidian ist seit 2017 der Informatiker und SAR-Spezialist Wu Yirong (吴一戎, * 1963).

## Vorgängereinrichtungen

### Institut für Elektronik
Im April 1956 verfasste die am 14. März 1956 gegründete Planungskommission des Staatsrats für Wissenschaft (国务院科学规划委员会, eine Vorläuferorganisation des Ministeriums für Wissenschaft und Technologie) unter der Leitung von Chen Yi den „Grundriss eines langfristigen Plans für die Entwicklung von Wissenschaft und Technologie 1956–1967“ (1956-1967年科学技术发展远景规划纲要), auch bekannt als „Zwölfjahresplan“ (十二年规划). Eines der vier Gebiete, auf denen man dringenden Handlungsbedarf sah, war die Funktechnik. Daraufhin genehmigte das Zentralkomitee der Kommunistischen Partei Chinas im September 1956 die Einrichtung einer Planungskommission für das Institut für Elektronik der Chinesischen Akademie der Wissenschaften (中国科学院电子学研究所筹备委员会). Zunächst wurden aus dem Institut für Physik der Akademie in Peking und der Instrumentenwerkstatt in Changchun 48 Wissenschaftler und Techniker abgezogen, die im Gebäude 6 des Westgarten-Hotels (西苑大旅社, ein staatliches Gästehaus) im Pekinger Stadtbezirk Haidian ihre Arbeit aufnahmen.

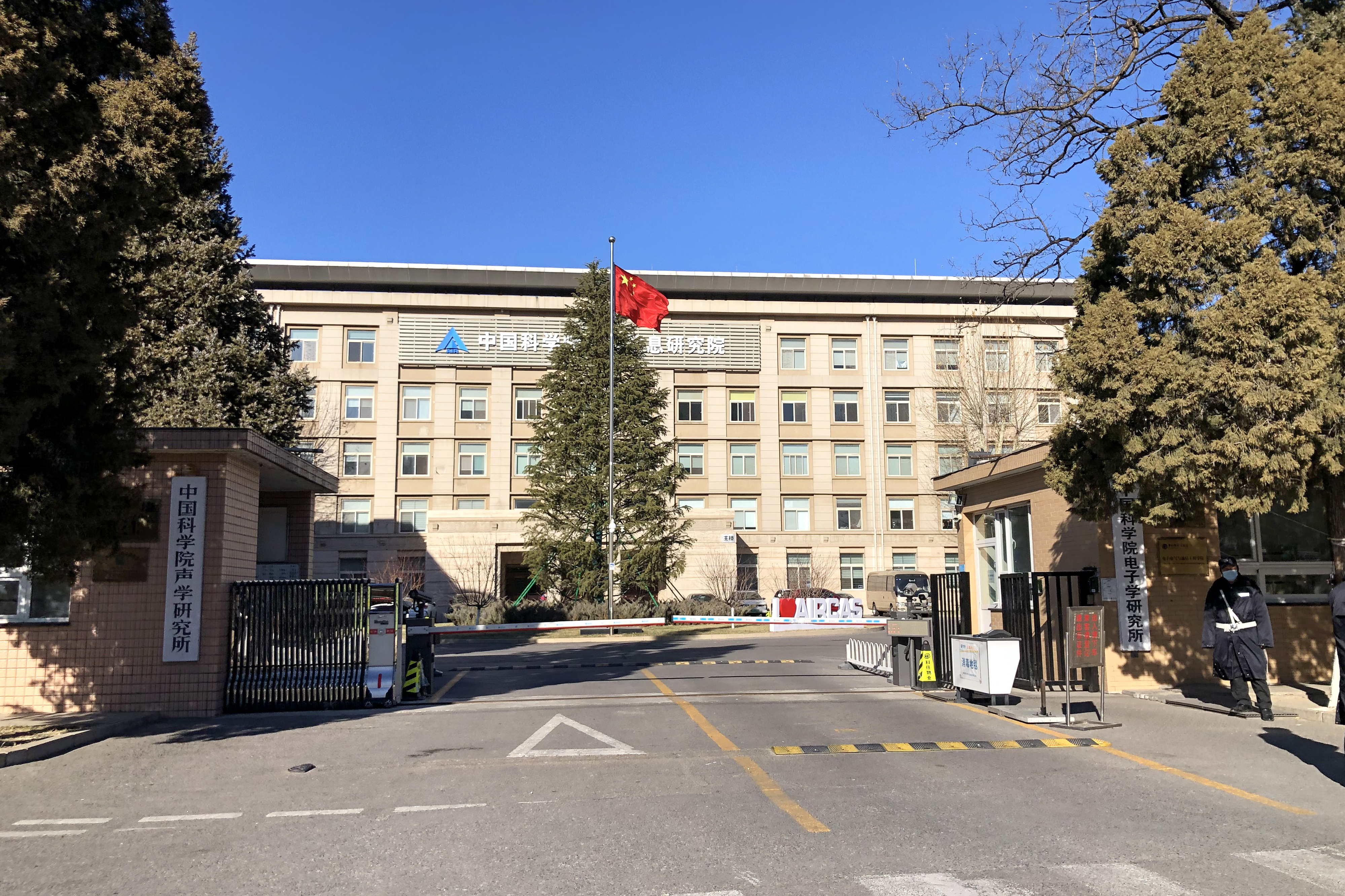
Das Institutsgebäude von 1958

Im Juli 1958 bezog die Planungskommission ein eigenes Gebäude im damaligen Verwaltungsdorf Zhongguancun, die erste Forschungseinrichtung im heutigen Hochtechnologiebezirk. Im weiteren Verlauf wurden dort zehn Labors eingerichtet. Im März 1960 wurde die Fabrik 0305 (0305工厂) mit mehr als 2000 Arbeitern und Angestellten gegründet, wo Messgeräte und Ausrüstung für den gesamten Bereich der Funktechnik hergestellt wurden. Am 12. Juli 1960 nahm das Institut für Elektronik der Chinesischen Akademie der Wissenschaften dann offiziell seinen Betrieb auf.
Nach dem Tonkin-Zwischenfall vom 2. bzw. 4. August 1964 und den anschließenden Bombardierungen Nordvietnams einschließlich Yunnan und Hainan auf chinesischer Seite schlug das Zentralkomitee der KPCh den Aufbau der sogenannten „Dritten Front“ vor, bei der wichtige Betriebe und Einrichtungen in kleinere Einheiten aufgeteilt und nach Westchina verlegt werden sollten, um bei amerikanischen Luftangriffen kein allzu leichtes Ziel zu bieten. Mit Genehmigung von Feldmarschall Nie Rongzhen, dem Vorsitzenden der Kommission für Wehrtechnik der Volksbefreiungsarmee, wurden 902 wissenschaftliche Mitarbeiter aus den Labors für Hydroakustik, Aeroakustik, Ultraschall, Schaltkreise, Antennentechnik und elektromagnetische Wellen, Quantenelektronik und Halbleiterelektronik abgezogen.
Im Falle der Akustik lag der Schwerpunkt beim Sonar. Daher konnte das nun neu aufgebaute Institut für Akustik der Chinesischen Akademie der Wissenschaften (中国科学院声学研究所) nicht im Binnenland angesiedelt werden, aber man verteilte die Labors auf bereits existierende Außenstellen in Hainan, Shanghai und Qingdao. Am 29. Juni 1965 wurde in Chengdu das Zweiginstitut Südwestchina des Instituts für Elektronik gegründet, wo die Antennentechnik angesiedelt wurde. Dieses Institut zog 1968 nach Xi’an um und wurde als „Institut 504“ in die neugegründete Akademie für Weltraumtechnologie integriert. Außerdem unterstützten die Wissenschaftler aus Peking den Aufbau des Shanghaier Zweiginstituts für Optik und Feinmechanik (Chinas erste auf Laser spezialisierte Forschungseinrichtung), der Forschungsinstitute 22 und 55 des damaligen Ministeriums für Elektronenindustrie (电子工业部), des Projektbüros 156 (156工程处, heute Institut 771 der Gesellschaft für moderne Raumfahrtelektronik AG), wo der Mikrocomputer für das Lenksystem der Interkontinentalrakete Dongfeng 5 entwickelt wurde, und des Projektbüros 701 (701工程处) in Luoyang, wo Chen Fangyun die Entwicklung der Systeme zur Bahnverfolgung des im Bau befindlichen Satelliten Dong Fang Hong I leitete.
Auf der anderen Seite wurden im August 1965 die 236 Mitarbeiter des Ostchinesischen Forschungsinstituts für Elektrovakuum der Chinesischen Akademie der Wissenschaften (中国科学院华东电真空研究所) aus Nanjing nach Peking versetzt. Damit wurde der Forschungsschwerpunkt des Instituts für Elektronik auf Vakuumelektronik und Gaslaser verlegt. Ende der 1970er Jahre kehrte das Institut wieder zu seinen ursprünglichen Aufgabengebieten zurück. Man betrieb anwendungsorientierte Forschung zu Kommunikationstechnik, Signalverarbeitung, elektromagnetischen Feldern und Mikrowellen sowie physikalischer Elektronik und Optoelektronik. Anfang der 2000er Jahre beschäftigte man sich mit bildgebendem Radar und seinen Anwendungen (ein Gebiet, auf dem man seit 1973 Grundlagenforschung betrieb), Mikrowellen-Bauteilen, Hochleistungs-Gaslasern, Sensoren und Mikrosystemen, Verarbeitung und Anwendung von aus dem Weltall gewonnenen Informationen, Bodenradar und Field Programmable Gate Arrays.

### Institut für Fernerkundungsanwendungen
Das Institut für Fernerkundungsanwendungen der Chinesischen Akademie der Wissenschaften (中国科学院遥感应用研究所) ging zurück auf das 1963 am Institut für Geografie eingerichtete Labor für umfassende Nutzung von Luftbildaufnahmen (航空像片综合利用实验室), das 1978 zur Zweiten Abteilung des Instituts für Geografie (地理所二部) hochgestuft wurde. 1979 wurde die Fernerkundung dann als eigenes Institut ausgelagert. Man befasste sich damals mit theoretischer Grundlagenforschung zu Fernerkundung mittels Aufnahmen im thermischen Infrarotbereich, Hyperspektralaufnahmen und Radar. Gleichzeitig leistete man praktische Unterstützung bei der Abschätzung von Erntemengen, dem Erkunden von Erzlagerstätten sowie bei Naturkatastrophen und Umweltschutz.
1985 gründete man das Zentrum für luftgestützte Fernerkundung (中国科学院航空遥感中心). Es wurden zwei kleine Strahlflugzeuge vom Typ Cessna Citation S/II importiert, die mit diversen Kameras und jeweils einem Lidar-Gerät ausgestattet wurden und im Juni 1986 ihren Erstflug absolvierten. Im Dezember 1986 wurde in der Großgemeinde Xiwengzhuang nördlich von Peking die Datenempfangsstation Miyun eingerichtet, wo zunächst die Bilder des amerikanischen Erdbeobachtungssatelliten Landsat 5 empfangen und aufbereitet wurden. Ab 1993 kamen noch eine Reihe weiterer ausländischer Satelliten dazu, 1999 mit CBERS-1 dann erstmals ein chinesischer Satellit. In jenen Jahren lieferte das Institut für Fernerkundungsanwendungen 95 % der für Landwirtschaft, Städtebau, große Ingenieurprojekte und Umweltschutz benötigten Satellitendaten.

### Institut für Fernerkundung und digitale Geowissenschaften
Am 27. August 2007 bildete die Akademie der Wissenschaften aus dem Zentrum für luftgestützte Fernerkundung, der Bodenstation Miyun und dem Labor für digitale Geowissenschaften (数字地球实验室) das Zentrum für Erdbeobachtung und digitale Geowissenschaften (中国科学院对地观测与数字地球科学中心), wo Luft- und Satellitenbilder zusammengeführt wurden. Bei dem Zentrum für Erdbeobachtung und digitale Geowissenschaften handelte es sich nicht um eine wissenschaftliche Forschungseinrichtung im eigentlichen Sinn, sondern um einen Dienstleistungsbetrieb. Man baute dort Datenbanken für die von den Flugzeugen und Erdbeobachtungssatelliten gelieferten Rohdaten und für die daraus erstellten Bilder auf, die an staatliche und private Kunden primär im Inland weitergegeben und im ebenfalls dort angesiedelten Nationalarchiv für Fernerkundungsdaten und -informationen (国家遥感数据与信息档案中心) archiviert wurden. Zunächst lag der Arbeitsschwerpunkt bei Luftbildern, man fungierte aber auch als Bodensegment für das China-Brazil Earth Resources Satellite Program. Vor allem aber stand die Gründung des Zentrums für Erdbeobachtung und digitale Geowissenschaften im Zusammenhang mit dem im Februar 2006 vom Staatsrat der Volksrepublik China beschlossenen Aufbau des Hochauflösenden Erdbeobachtungssystems Chinas, einem der ersten 16 Nationalen wissenschaftlich-technischen Großprojekte.
2008 wurde zusätzlich zur Bodenstation Miyun am Stadtrand von Kaschgar ganz im Westen Chinas eine weitere Bodenstation in Betrieb genommen. Die Bodenstation Kaschgar – nicht zu verwechseln mit der Bodenstation Kaschgar des Satellitenkontrollzentrums Xi’an oder der Tiefraumstation Kaschgar 130 km südlich der Stadt – verfügt über fünf fest installierte Parabolantennen mit 12 m Durchmesser, eine mobile Antenne mit 7,3 m Durchmesser sowie Einrichtungen zur Aufzeichnung und Weiterleitung der Satellitendaten nach Peking. In Kaschgar werden Aufnahmen von Westchina und den benachbarten zentralasiatischen Republiken empfangen. 2010 folgte die Bodenstation Sanya auf der Insel Hainan, ebenfalls mit fünf Parabolantennen von 12 m Durchmesser, dort aber mit Radomen vor dem tropischen Wetter geschützt. In Sanya werden Aufnahmen vom Südchinesischen Meer und der südostasiatischen Nachbarländer empfangen.
Im Februar 2012 beschloss die Akademie der Wissenschaften, das Zentrum für Erdbeobachtung und digitale Geowissenschaften mit dem Institut für Fernerkundungsanwendungen zum Institut für Fernerkundung und digitale Geowissenschaften (中国科学院遥感与数字地球研究所) zusammenzulegen, um für die anstehenden Aufgaben besser gewappnet zu sein. Die ersten von dem neuen Institut betreuten Satelliten waren die am 14. Oktober 2012 gestarteten Experimentalsatelliten Shijian 9A und 9B, bei denen neben Ionenantrieben auch kleinere Kameras für Erdbeobachtungszwecke getestet wurden. Am 26. April 2013 wurde dann mit Gaofen 1 der erste Satellit des Hochauflösenden Erdbeobachtungssystems gestartet.
Neben der optischen Erdbeobachtung gab es am Institut auch eine Entwicklergruppe für satellitengestütztes Synthetic Aperture Radar (星载合成孔径雷达研制团队). Die Wissenschaftler entwickelten unter anderem die Radargeräte für den am 26. November 2015 gestarteten Erdbeobachtungssatelliten Yaogan 29, Chinas erstem SAR-Satelliten mit einer Auflösung von besser als einem Meter, oder den am 9. August 2016 gestarteten Gaofen 3, der über zwölf verschiedene Beobachtungsmodi mit horizontaler, vertikaler oder kombinierter Polarisation verfügte.
Im Mai 2016 wurde zusätzlich zu den Bodenstationen in Miyun, Kaschgar und Sanya eine kleinere Empfangsstation in der Nähe von Kunming, Provinz Yunnan in Betrieb genommen. Dort verfügte man über eine Parabolantenne mit 7,3 m Durchmesser, es wurden Satellitenbilder von Südwestchina und den angrenzenden Gebieten empfangen. Im Dezember 2016 folgte dann die sogenannte „Nordpolstation“ (北极卫星接收站) bei Kiruna in Schweden. Diese Station (nicht zu verwechseln mit der Bodenstation Kiruna der ESA) verfügt über eine Antenne mit 12 m Durchmesser und neben den traditionellen Empfängern für das S- und das X-Band auch über einen Ka-Band-Empfänger, der höhere Datenübertragungsraten ermöglicht. Dort werden Satellitenbilder von der gesamten Erde empfangen.
Im April 2017 gründete das Institut für Fernerkundung und digitale Geowissenschaften zusammen mit dem Institut für Atmosphärenphysik, dem Institut für Botanik, dem Xinjianger Neuland-Institut und dem Chengduer Berglandinstitut das Forschungszentrum für unbemannte Luftfahrzeuge (中国科学院无人机应用与管控研究中心).
Das Forschungszentrum nutzte unter anderem die 2004 eingerichtete Interdisziplinäre Versuchsstation für Fernerkundung in Huailai, wo die Drohnen unter anderem lernen konnten, zwischen Kiefern und Zypressen oder dem verschiedenen Salzgehalt von Böden zu unterscheiden.

### Akademie für Optoelektronik
Anlässlich einer Strukturreform bei der Akademie der Wissenschaften begannen sechs mit Optik und Feinmechanik befassten Institute der Akademie 1997, über eine bessere Aufteilung der Forschungsgebiete und eine Bündelung von Kompetenzen zu diskutieren:
- Changchuner Institut für Optik und Feinmechanik
- Shanghaier Institut für technische Physik
- Xi’aner Institut für Optik und Feinmechanik[19]
- Shanghaier Institut für Optik und Feinmechanik[20]
- Institut für Optik und Elektronik[21]
- Anhuier Institut für Optik und Feinmechanik

Nach einer Analyse der Situation in den sechs Instituten, sowohl was die Vergangenheit als auch die 1990er Jahre betraf, legten die Institutsvorstände im Juli 1998 einen Zwischenbericht vor, in dem sie den Aufbau einer Innovationsbasis vorschlugen. Dies war zunächst nur die Meinung der sechs Institute. Anfang 2000 schlug dann das Büro für Hochtechnologie und Entwicklung der Chinesischen Akademie der Wissenschaften (中国科学院高技术研究与发展局) der Betriebszelle der KPCh an der Akademie vor, einen „Chinesischen Konzern für Optik und Elektronik“ (中国光电科技集团) zu gründen. Die Betriebszelle billigte den Vorschlag und beschloss am 4. September 2000, den Konzern und außerdem eine Akademie für Optoelektronik (中国科学院光电研究院) zu gründen. Die entsprechenden Vorbereitungsarbeiten wurden in die Wege geleitet.
Aus dem Konzern ging im Oktober 2004 die Guoke Ostchinesische Optoelektronik GmbH (国科东方光电技术有限公司) hervor, auch bekannt als „GK East“.
Unterdessen befasste sich eine in der Vertretung von Qiqihar im Pekinger Stadtbezirk Chaoyang einquartierte Arbeitsgruppe vom 10. Februar 2001 bis zum 10. Februar 2003 mit den Planungen für die Optoelektronik-Akademie. Am 28. November 2003 genehmigte schließlich das Büro der Kommission für die Strukturreform des öffentlichen Sektors (中央机构编制委员会办公室), eine vom Zentralkomitee der KPCh und dem Staatsrat der Volksrepublik China gemeinsam betriebene Dienststelle, die Gründung der Akademie für Optoelektronik. Der Arbeitsschwerpunkt der neuen Einrichtung lag bei weltraumbezogener Optik und Elektronik. Am 1. Juni 2005 wurde dort die Hauptabteilung für integrierte Fernerkundung aus dem All und auf der Erde (天地一体化遥感技术总体部) eingerichtet, wo man sich, zunächst theoretisch, neben klassischen Erdbeobachtungssatelliten primär mit Erdbeobachtung von Höhenplattformen aus befasste. Am 26. März 2009 folgte mit dem Aufbau des Beidou-2-Systems die Hauptabteilung Satellitennavigation (导航专项总体部).
Im Oktober 2011 genehmigte die Akademie der Wissenschaften die Einrichtung eines separaten Forschungs- und Entwicklungszentrums für Traggas-Luftfahrzeuge (浮空器系统研究发展中心), und am 29. August 2012 erreichte das 79 m lange Experimentalluftschiff KFG79 (Kexueyuan Fukongqi Gaokong, also. „Luftschiff der Akademie der Wissenschaften, große Höhe“) bei einem dreistündigen Testflug in der Inneren Mongolei eine Höhe von 19,5 km.
Die über Solarzellen mit Strom versorgten Motoren verfügten über eine Leistung von 30 kW.

## Struktur
Am 29. Juli 2017 beschloss der Vorstand der Chinesischen Akademie der Wissenschaften auf Anweisung des Zentralkomitees der KPCh, das Institut für Elektronik, das Institut für Fernerkundung und digitale Geowissenschaften und die Akademie für Optoelektronik zum Institut für Informationsgewinnung durch Luft- und Raumfahrt zusammenzulegen. Einerseits sollte damit dem inländischen Bedarf an solchen Informationen besser nachgekommen werden, zunächst vor allem über das Hochauflösende Erdbeobachtungssystem Chinas. Zum anderen sollte das neue Institut aber auch aktiv neue, langfristig angelegte Projekte vorschlagen, um die chinesische Fernerkundung zukunftsfest zu machen.
Eines dieser Projekte ist die Nationale gemeinsame Plattform für Erdbeobachtungsdaten (国家综合地球观测数据共享平台 bzw. ChinaGEOSS Data Sharing Network), wo Bilder von Fengyun-Wettersatelliten, Haiyang-Meeresbeobachtungssatelliten sowie Erdbeobachtungssatelliten der CBERS-, Ziyuan-3- und Huanjing-Serien gesammelt und abgerufen werden können. Bei Erdbeben etc. wird der Notfall-Reaktionsmechanismus für Daten über Naturkatastrophen (灾害数据应急响应机制) des chinesischen Zweiges der Group on Earth Observation (中国对地观测组织 bzw. ChinaGEO) ausgelöst und auch bei nichtstaatlichen Satellitenbetreibern um Aufnahmen gebeten. So wurden zum Beispiel nach dem Ausbruch des Vulkans Hunga Tonga-Hunga Haʻapai am 15. Januar 2022 die Spacety GmbH aus Changsha und die Chang Guang Satellitentechnik GmbH aus Changchun kontaktiert, die unter anderem SAR-Aufnahmen zur Verfügung stellten, auf denen zu sehen war, wie nach dem Vulkanausbruch ein Großteil der über den Meeresspiegel hinausragenden Insel verschwunden war.
Die Hauptverwaltung des Instituts befindet sich auf dem Campus für neue Technologien (新技术园区) der Akademie der Wissenschaften in der Raumfahrtstadt, wobei aber jede der drei Vorgängereinrichtungen über ein eigenes Gebäude verfügt, beschriftet mit den alten Namen. Außerdem wird das alte Gelände des Instituts für Elektronik in Zhongguancun, auf dem sich mittlerweile drei Gebäudekomplexe befinden, weiterbetrieben, ebenso wie dessen Außenstelle in Huairou nördlich von Peking. Auch der alte Campus des Instituts für Fernerkundung und digitale Geowissenschaften im Pekinger Olympiadorf von 2008 wird weiter genutzt. Der Campus im Stadtbezirk Shunyi wurde neu errichtet.
Weitere Campusse gibt es in Suzhou, Provinz Jiangsu, Jinan, Provinz Shandong und Guangzhou, Provinz Guangdong, wo das Zentrum für Grundlagenforschung zur Terahertzstrahlung angesiedelt ist.
Die Empfangsstation Kunming wurde Ende 2020 aufgegeben.
Nachdem die staatliche Swedish Space Corporation am 21. September 2020 angekündigt hatte, Verträge über die Nutzung ihrer Antennen durch chinesische Einrichtungen nicht mehr zu verlängern, wurde auch die Bodenstation Kiruna aufgegeben, womit im November 2021 folgende Empfangseinrichtungen zur Verfügung standen:
- Station Miyun (密云站)
- Campus Kashgar (喀什园区)
- Campus Sanya (三亚园区)

Beim Hochauflösenden Erdbeobachtungssystem sollen neben den Gaofen-Satelliten auch Flugzeuge und in der Stratosphäre schwebende Luftschiffe zum Einsatz kommen. Daher wurde die Interdisziplinäre Versuchsstation für Fernerkundung, wo Kameras und Sensoren zunächst von einem Kran aus getestet werden können, in die Verantwortung des Instituts für Informationsgewinnung durch Luft- und Raumfahrt übergeben.
Das Zentrum für luftgestützte Fernerkundung existiert weiterhin als eigene Abteilung des Instituts für Informationsgewinnung durch Luft- und Raumfahrt. Die alten Cessnas wurden mittlerweile durch zwei am 22. Juli 2021 in Dienst gestellte Turboprop-Flugzeuge vom Typ Xi’an MA60 ergänzt. Diese Spezialanfertigungen besitzen weniger Fenster als das Verkehrsflugzeug, dafür aber zehn Öffnungen im Rumpf, durch die mit Synthetic Aperture Radar, Multispektralkameras, Lidar etc. gleichzeitig Aufnahmen gemacht werden können. Über Satellitenkommunikation mit der Zentrale auf dem Hauptcampus in Peking können die Daten in Echtzeit verarbeitet und die Resultate an die Flugzeuge zurückgefunkt werden.
Auch das Forschungs- und Entwicklungszentrums für Traggas-Luftfahrzeuge existiert weiterhin als eigene Abteilung des Instituts für Informationsgewinnung durch Luft- und Raumfahrt. Es besitzt ein 6000 m² großes Gelände auf dem Hauptcampus in der Raumfahrtstadt, mit einer 200 × 12 m großen Werkstatt sowie einer 45 m breiten, 80 m langen und 45 m hohen Luftschiffhalle (das KFG79 ist 79 m lang).
Am 23. Mai 2019 absolvierte das vom Institut entwickelte Luftschiff Jimu 1 (极目一号, „Fernblick 1“) am Salzsee Nam Co in Tibet seinen Erstflug und erreichte dabei eine Höhe von 7003 m.
Die Versuchsbasis für Traggas-Luftfahrzeuge des Zentrums im Dörbed-Banner, Innere Mongolei, wird seit dem 14. November 2020 zur Chinesischen Versuchsbasis für Höhenplattformen (中国临近空间浮空器实验基地) ausgebaut.
Am 10. September 2018 unterzeichnete das Institut für Informationsgewinnung durch Luft- und Raumfahrt einen Kooperationsvertrag mit der Stadt Lijiang im Norden der Provinz Yunnan, wo vereinbart wurde, dass beide Seiten ein Bodensegment mit Antennen für Erdbeobachtungssatelliten aufbauen würden, die sogenannte „Station Südwestchina“ (西南站).
Im Frühjahr 2021 begann man mit den Vorarbeiten für den ersten Bauabschnitt auf einem 13.000 m² großen Areal in der Gemeinde Tai’an, Kreis Yulong.
Ein ähnlicher Kooperationsvertrag über ein Bodensegment mit Antennenanlage wurde am 14. Januar 2020 mit der Stadt Mohe in der Provinz Heilongjiang, dem nördlichsten Ort Chinas, unterzeichnet.
Offizieller Start für das Projekt der „Station Mohe“ (漠河站) war am 24. Dezember 2020. Auf einem 5000 m² großen Gelände 2 km westlich der Stadt sollen mit einer Investition von 400 Millionen Yuan acht Parabolantennen und die dazugehörigen Gebäude für Computer etc. errichtet werden. Die Fertigstellung der Anlage ist für 2030 geplant.

## Lehre
Im Studienjahr 2021/2022 besaß das Institut mehr als 3500 Angestellte, darunter 300 Professoren, die gut 1600 Diplomanden und Doktoranden von den Fakultäten für Optoelektronik (光电学院) sowie Elektronik, Elektrotechnik und Nachrichtentechnik (电子电气与通信工程学院) der Universität der Chinesischen Akademie der Wissenschaften unterrichteten.
Im Einzelnen wurden folgende Studiengänge angeboten:
- Fernmelde- und Informationssysteme[50]
- Signal- und Informationsverarbeitung[51]
- Physikalische Elektronik[52]
- Mikroelektronik und Halbleiterelektronik[53]
- Elektromagnetische Felder und Mikrowellentechnologie[54]
- Bioelektronik[55][56]

In der Sommerakademie „Informationstechnik in Luft- und Raumfahrt“ (“空天信息技术”暑期学校) werden jedes Jahr im Juli und August von den Professoren und Experten des Instituts Vorlesungen zu Fernerkundung, Informationsverarbeitung und Optoelektronik angeboten. Es werden 300 Studenten aus dem gesamten Land ausgewählt, die bei den Abschlussprüfungen des abgelaufenen Studienjahrs zu den 15 % der Besten in ihrem Fach gehören sollten (es gibt Ausnahmeregelungen für praktisch begabte Studenten).

## Wichtige Projekte
- Yaogan 1, Chinas erster SAR-Satellit, 2006
- Bodenradar des Mondrovers Jadehase, 2013
- Bodenradar des Mondrovers Jadehase 2, 2018
- Niederfrequenzspektrometer auf dem Lander der Mondsonde Chang’e 4, 2018
- Höhenplattform Jimu 1, 2019
- Hitzeabstrahlender Ku-Band-Wellenleiter auf dem Kommunikationssatelliten Chinasat 2D, 2019[58][59]
- Bodenradar des Marsrovers Zhurong, 2020
- Bodenradar auf dem Lander der Mondsonde Chang’e 5, 2020
- Turboprop-Fernerkundungsflugzeuge MA60, 2021
- Massendaten-Forschungszentrum für nachhaltige Entwicklung, 2021[44]